# 賀陳弘
賀陳弘（1958年8月8日—），雙姓賀陳，知名工程學者，專長為機械製造、非傳統加工、奈微米元件製造與分析。曾任國立清華大學校長。

## 學歷
- 台南師範學校附屬小學畢業
- 台南市立後甲國民中學畢業[1]
- 臺北市立建國高級中學畢業
- 國立臺灣大學機械工程學士
- 德國亚琛工業大學工程碩士
- 美國加州大學柏克萊分校博士

## 經歷
- 國立清華大學校長 2014年2月－2022年4月[2][3]
- 國立清華大學動力機械工程學系 教授
- 行政院國家科學委員會副主任委員 2012年2月－2013年12月[4]
- 國立清華大學工學院院長 2008年8月－2012年2月
- 國立清華大學學務長 2006年8月－2008年7月
- 國立清華大學共同教育委員會主任委員 2002年8月－2005年7月[5]
- 國立清華大學校長室特別顧問 2000年10月－2002年1月
- 國立清華大學校長室特別顧問 1996年4月－1998年1月

## 家庭
其父賀陳詞生前任教于國立成功大學及東海大學建築系，參與重建臺南市延平郡王祠、整修赤崁樓、設計成功大學校門；桃李遍布臺灣的建築界。
其兄弟共有五人。長兄賀陳雋。二哥賀陳白留美。三哥賀陳旦曾任中華民國交通部長等要職。四哥賀陳冉任職於遠傳電信。由於賀陳一家多有傑出成就，坊間多以「賀陳四傑，俊白蛋紅」譽稱。

## 研究領域
非傳統材料與加工；奈微米元件製造與測試；微生物微細加工；晶圓與硬表層化學機械平坦化；電化學及超音波拋光；複合材料鑽孔及切削加工。

## 榮譽
- 國立清華大學傑出教學獎（1998年）
- William Johnson Award（2013年）
- 第八屆國家新創獎（2011年）
- 教育部學術獎（2011年）教育部[6]
- 國際傑出發明學術終身成就獎（2010年）台灣國際發明得獎協會
- Prof. Jan Adamczyk Medal Silesian University of Technology, Poland（2010年）
- 特約研究獎（2009年）國科會
- 傑出工程教授獎章（2009年）中國工程師學會
- Prof. Fryderyk Staub Golden Owl Award（2008年）世界材料暨製造工程學院（WAMME）
- Fellow（2005年）世界材料暨製造工程學院（WAMME）
- 特約研究獎（2005年）國科會
- Fellow（2005年）美國機械工程師學會（ASME）
- 傑出工程教授獎章（2005年）中國機械工程師學會
- 傑出研究獎（2002年）國科會
- 傑出研究獎（2000年）國科會
- 專題研究指導獎（1999年）國科會
- 傑出研究獎（1998年）國科會
- 專題研究指導獎（1998年）國科會
- 學生論文指導獎（1995年）中國工程師學會
- 學生論文指導獎（1994年）中國工程師學會
- 青年發明指導獎（1991年）教育部

## 其他
- 2013年11月，與科技史学家黄一农院士，前元智大学校长彭宗平，同時被国立清华大学校长遴選委員會擇為校長候選人[7]，最終由賀陳弘勝出[8]。
- 清華大學校長賀陳弘續任投票於2017年3月15日下午開票，校監會共發出674張選票，共回收601封回函，經公開討論後合法選票為593張、不合法選票8張。結果同意票比不同意票多1張(297:296)。是清大開放票選（非官派）校長後第一個續任成功的校長。[9]
- 與竹教大的合校過程中遭受不少議論，許多學生持反對意見。[10][11]